# Nina Zetterquist
Nina Zetterquist, född 7 januari 1959 i Partille, är en svensk textilkonstnär.
Nina Zetterquist är dotter till konstnärsparet Olle och Denice Zetterquist. Hon växte upp i Biskopsgården, Göteborg och med två föräldrar som yrkesverksamma konstnärer fanns gott om tillgång till olika material och ett naturligt skaparintresse växte fram.
Efter ett förberedande år på Kursverksamhetens konstskola 1977–1978 studerade hon på Högskolan för design och konsthantverk i Göteborg  1978–1983. Första året studerade hon på designlinjen, men en lärare uppmuntrade henne att gå en friare konstnärlig linje och då valde hon textillinjen. Hon har deltagit i ett flertal samlingsutställningar, bland annat Kropp och kläder Konsthallen Göteborg 1983, Nolhaga slott Alingsås 1985. Höstsalongen Arvika Konsthall, Gävle länsmuseum 1990, Konstmuseet Kiev 1994, Varbergs museum 1997, Rackstadmuseet Arvika 2004 samt medverkat i olika konstellationer av utställande Zetterqvistare. Separat har hon ställt ut på bland annat Wadköpingshallen 1985, Göteborgs Konstförening 1987, Teatergalleriet i Kalmar 1989, Röhsska museet 1995 och Textilia Göteborg 1998. 
Hon är känd för sina Änglamasker där hon har gjort gipsavgjutningar av sitt eget ansikte och bearbetade dem till dödsmasker. Genom att bygga till vingar fick maskerna en änglalik form. I ansiktena arbetade hon också in gamla bildvävar, handdukar och virkade spetsar som hennes mors farmor gjort en gång.
Bland hennes offentliga utsmyckningar märks Drakspel Gårda Göteborg 1989, Göteborgs Internationella konstbiennal 2001. Tynnereds församlingshem 2003. Konstpauser i julruschen 2006.
Hennes konst består av broderi och textilskulpturer i blandmaterial. Hon började måla tavlor under en period då hon kände att hon behövde komma ifrån textilen, de målade konstverken har ibland fått fungera som förebilder för hennes broderier.   
Hon tilldelades Arbetsstipendier från Bildkonstnärsfonden 1987, 1992–1993, 2006–2007, Göteborgs Stads kulturstipendium 1989, Ebba Lindqvists stipendiefond 1995 och Gnistans kulturstipendium 2000.
Zetterquist är representerad på Röhsska museet[källa behövs], Rackstadmuseet i Arvika, Göteborgs kulturnämnd, Statens Konstråd samt i ett flertal kommuner och landsting.